# Referendum in Polonia
Nella storia della Polonia si sono svolti diversi referendum.

## 1918-1921
Nella Seconda Repubblica di Polonia, non esistevano referendum a livello nazionale. Si tennero solo due referendum locali riguardo ai confini tra la Polonia e la Germania:
- 11 luglio 1920 - Plebiscito sulla Prussia Orientale, riguardo alla Varmia, Masuria e Powiśle
- 20 marzo 1921 - Plebiscito dell'Alta Slesia

## 1945-1989
Nella Repubblica Popolare Polacca si sono tenuti due referendum.
- 30 giugno 1946 - conosciuto anche come 3xTAK, referendum 3 volte
- 29 novembre 1987 - sulle riforme politiche ed economiche

## 1989-oggi
Nell'attuale Repubblica polacca si sono tenuti oto referendum dal 1989 fino ad oggi.
- 18 febbraio 1996:
  - referendum sul suffragio universale (Referendum w sprawie powszechnego uwłaszczenia obywateli)
  - referendum sull'utilizzo della proprietà pubblica (Referendum o niektórych kierunkach wykorzystania majątku państwowego)
- 25 maggio 1997 - referendum costituzionale (Referendum konstytucyjne)
- 7-8 giugno 2003 - Referendum sull'adesione all'Ue (Referendum akcesyjne o Referendum europejskie), che formulava la domanda "Approvate che la Polonia entri nell'Unione europea?"; votò il 58,85% degli aventi diritto e il 77,45% di questi votò 'sì'.
- 6 settembre 2015 – Referendum sulla legge elettorale, in merito all'introduzione dei collegi uninominali nelle elezioni della Camera dei Deputati della Polonia, sul mantenimento del finanziamento pubblico dei partiti politici e sui giudizi in materia tributaria.
- 15 ottobre 2023 - Referendum, contestuali alle elezioni politiche, con quattro quesiti su patto migratorio dell’Unione Europea, muro al confine con la Bielorussia, privatizzazione dei beni statali e aumento dell’età pensionabile.

Un referendum previsto per il 2005 riguardo alla Costituzione europea è stato sospeso dopo il rifiuto dei cittadini francesi di approvare la costituzione.